# Sideroxylon cinereum
Sideroxylon cinereum là một loài thực vật có hoa trong họ Hồng xiêm. Loài này được Lam. miêu tả khoa học đầu tiên năm 1783.

## Hình ảnh

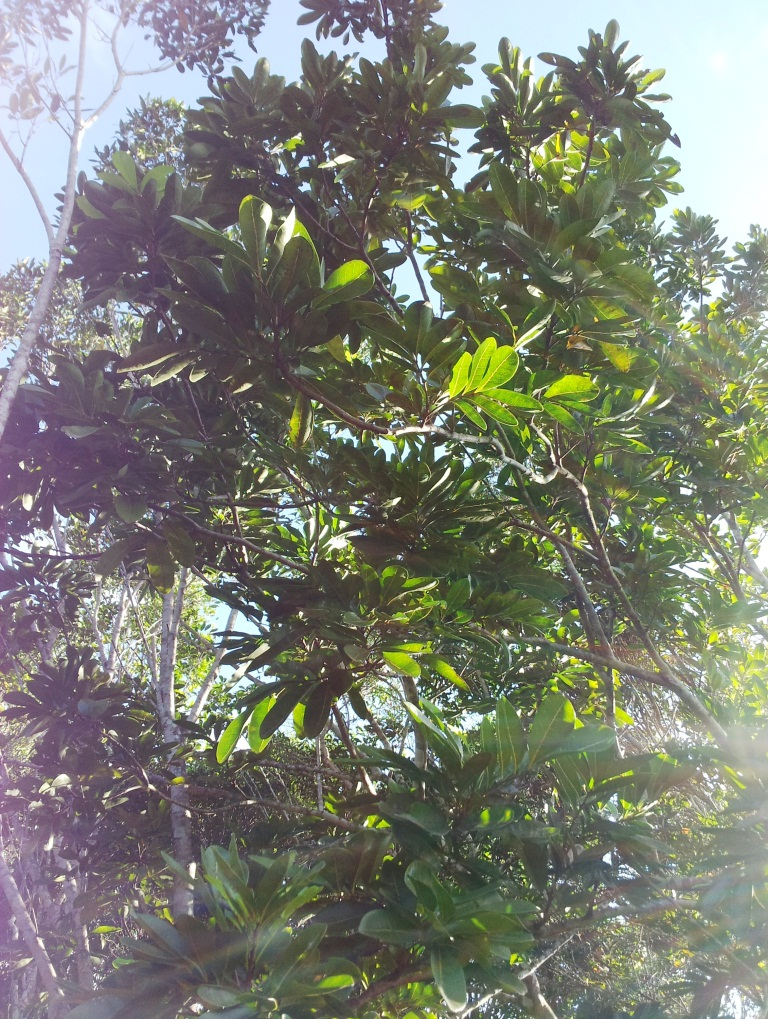
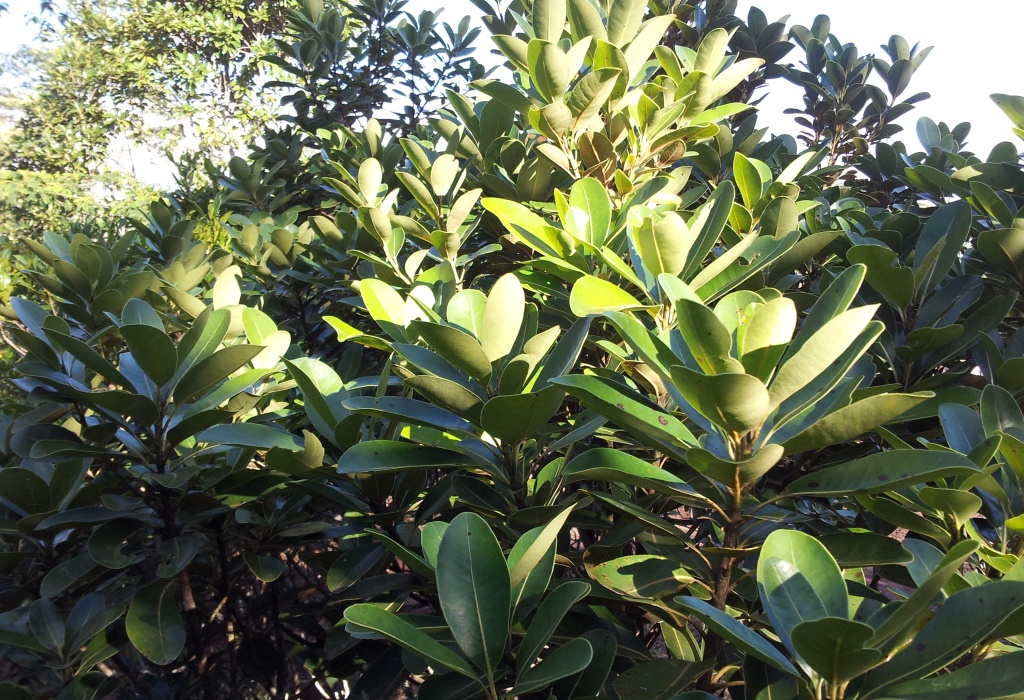
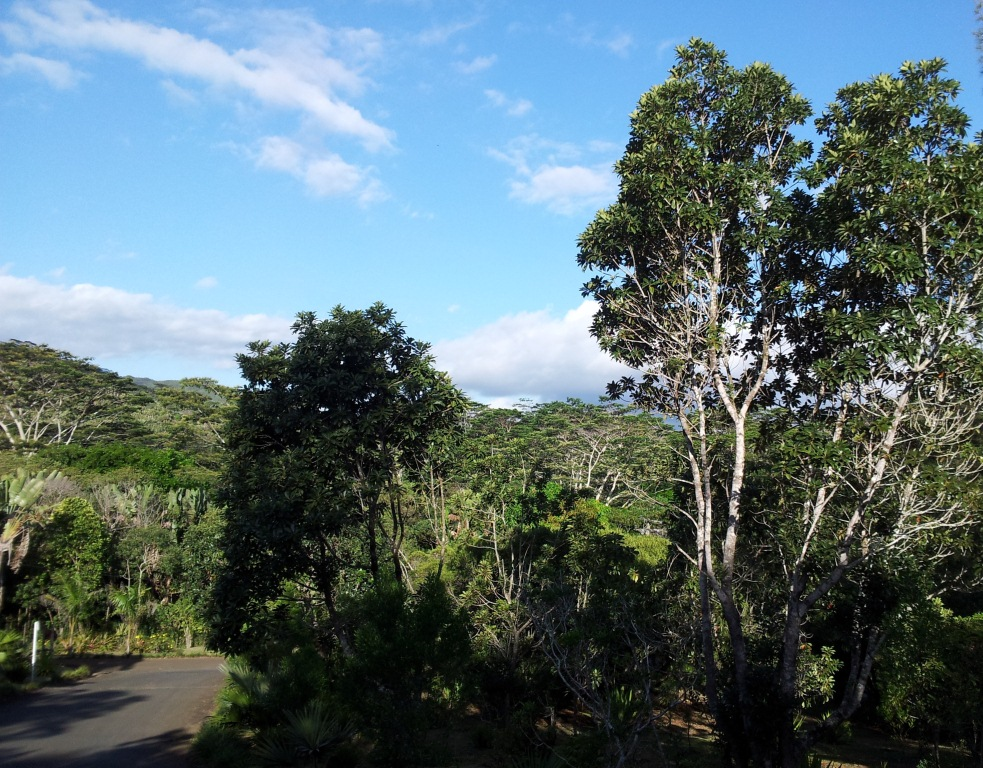
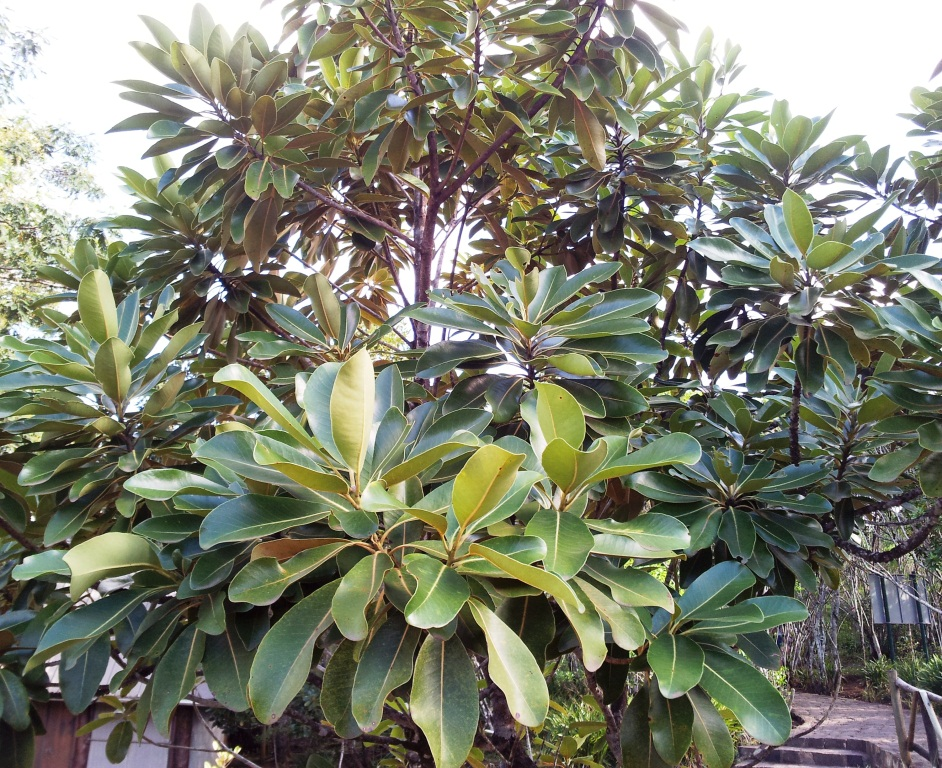